# Syllabaire
 (mai 2021).
Un syllabaire est un ensemble de symboles utilisés par une écriture syllabique pour représenter les sons vocalisés ou groupés d'une langue. Les symboles représentent des syllabes, à la différence des écritures alphabétiques où les symboles représentent des sons ou des phonèmes unitairement.

## Origine et principe
La philologue Silvia Ferrara note que dans le langage, le son est émis naturellement sous forme de syllabes, si bien que les premières écritures s'organisent autour de la structure syllabique. Elle relève que « nous pensons en syllabes, nous communiquons en syllabes, nous chantons en syllabes, nous avons inventé l'écriture en syllabes » et que toute notre communication tourne autour de la syllabe. À ses yeux, la réussite de l'alphabet (un seul son correspondant à une seule lettre) dans la culture occidentale n'est donc « qu'un hasard, un épiphénomène culturel, une improbabilité à fort impact ».
Ainsi, les écritures du type syllabaire voient en principe la consonne avec une voyelle, si bien que leur unité de base est la syllabe, contrairement aux systèmes alphabétiques qui décomposent la langue en consonnes et voyelles. En conséquence de quoi, le syllabaire nécessite très souvent un nombre plus important de signes que l'alphabet : entre 80 et 120 en moyenne pour le premier, contre une trentaine pour le second. Ce dernier est donc plus « économique ».

## Caractéristiques
Dans l'absolu, dans un syllabaire, des caractères phonétiquement proches (comme /ka/, /ke/ ou /ko/) ne possèdent pas des graphismes similaires (d'où le nombre important de signes)  – à la différence d'un alphasyllabaire où une base consonnantale commune est typiquement altérée pour représenter la voyelle.
Les syllabaires sont particulièrement adaptés aux langues utilisant essentiellement des syllabes ouvertes de type consonne - voyelle, ce qui limite le nombre de combinaisons. Pour des langues utilisant des syllabes plus complexes (comme le français ou l'anglais), comportant une grande fréquence de suites de consonnes (/br/, /cr/, /pr/, tr par exemple), utiliser un syllabaire se révèlerait peu pratique.
Le japonais constitue un cas particulier parmi les langues de tradition écrite. En effet, son écriture nécessite le recours à trois systèmes d'écriture :
- Kanji, l'écriture chinoise de type sémantique ;
- les deux systèmes phonologiques de kana japonais, hiragana et katakana, qui transcrivent la chaîne parlée au niveau de la more, ou pied, unité d'articulation de longueur intermédiaire entre la syllabe et le phonème.

## Liste de syllabaires et systèmes apparentés
- L'élamite linéaire utilisé en Iran entre -2300 et -1800, dont le caractère syllabaire a été prouvé lors de la publication en 2020 de son déchiffrement par François Desset[5];
- Le syllabaire suméro-akkadien, également utilisé par de nombreuses langues du Proche-Orient antique.
- Le linéaire A conçu et utilisé en Crète à l'époque minoenne, l'une des premières écritures européennes.
- Les systèmes moraïques de kanas japonais kanas (hiragana et katakana).
- Le chérokî, utilise un syllabaire inventé par Sequoyah au début du XIXe siècle.
- Le syllabaire yi, permettant d'écrire le nosu, une variété de langue tibéto-birmane parlée au Sichuan, en Chine, standardisé depuis 1979.
- Le syllabaire geba, permettant d'écrire (conjointement avec les pictogrammes de l’écriture dongba) le naxi, une variété de langue lolo-birmane parlée au Yunnan, en Chine.
- Le nüshu, qui était exclusivement utilisée par les femmes du Xian de Jiangyong, dans la province du Hunan en Chine, et dont la dernière utilisatrice est décédée en 2004.
- Le linéaire B, anciennement utilisé pour l'écriture du mycénien, une forme archaïque du grec ancien.
- L’écriture maya, constituée de caractères correspondant soit à des mots, soit à des syllabes ; une même syllabe pouvait être représentée de plusieurs façons différentes.
- Les syllabaires autochtones canadiens (utilisés par l'inupiaq, l'inuktun, l'inuktitut, le groenlandais, mais aussi le pied-noir (blackfoot), et le cri.) peuvent également être considérés comme alphasyllabaires, les caractères utilisés pour noter des sons proches étant similaires.
- Le syllabaire Ditema tsa Dinoko créé pour les langues siNtu (langues d'Afrique Australe)

Les langues en Inde et l'amharique utilisent des alphasyllabaires, qui se situent à mi-chemin entre l'écriture syllabique et alphabétique.